# December’s Children (And Everybody’s)
December’s Children (And Everybody’s) ist das fünfte in den USA veröffentlichte Studioalbum der britischen Rockband The Rolling Stones. Es erschien am 4. Dezember 1965 bei London Records.
December’s Children (And Everybody’s) war nach 12 × 5 die zweite Veröffentlichung der Rolling Stones in den USA, zu der es kein entsprechend ähnliches Album für den britischen Markt gab. Die Zusammenstellung enthält eine Sammlung von Liedern, aufgenommen zwischen August 1963 und Oktober 1965, die bisher auf US-amerikanischen Alben noch nicht veröffentlicht worden waren, darunter die spätere Single-Auskoppelung As Tears Go By („Mir kommen die Tränen“), ursprünglich „As Time Goes By“ betitelt und auf Anregung von Bandmanager Andrew Loog Oldham, der auch als Co-Autor Erwähnung findet, umbenannt. Laut eigener Auskunft hatte er die Band gedrängt, eine Ballade zu verfassen, mit „dicken Wänden, hohen Fenstern und ohne Sex“. Auch der mysteriöse LP-Titel stammt von Andrew Loog Oldham, er sollte das sorgsam gepflegte böse Image der Band unterstreichen.
Außerdem auf dem Album: Die Single Get Off of My Cloud („Runter von meiner Wolke“), die mit Spannung erwartete Nachfolge-Single des im Mai 1965 veröffentlichten Welthits (I Can’t Get No) Satisfaction. Get Off of My Cloud war eine weitere Variation  des in Louie Louie verwendeten Riffs  (A-A-A, D-D, Em-Em-Em, D-D), 1955 von Richard Berry geschrieben. Bereits 1963 war den Kingsmen mit ihrer Cover-Version von Louie Louie ein Nr.-2-Billboard-Hit geglückt. Auch die Stones erreichten auf beiden Seiten des Atlantiks die Spitze der Single-Charts.
Die Aufnahme für das Albumcover stammt von dem britischen Fotografen Gered Mankowitz, übrigens das gleiche Cover wie bei der britischen Fassung des Albums Out of Our Heads, veröffentlicht im September 1965. Das Album war in den USA ein großer Erfolg und erreichte Platz 4 der LP-Charts. Mick Jagger äußerte allerdings 1968, die Veröffentlichung wäre kein Album gewesen, sondern „nur eine Ansammlung von Songs“.
Einen Tag vor der Veröffentlichung des Albums, am drittletzten Tag ihrer zweiten Nordamerika-Tournee 1965 (vom 29. Oktober bis 5. Dezember), hatte Keith Richards erstmals seine mittlerweile sprichwörtliche Unverwüstlichkeit unter Beweis gestellt: Beim Konzert vor 4.000 Besuchern am 3. Dezember 1965 im Memorial Auditorium in Sacramento, Kalifornien, berührte er mit seiner Gitarre einen unter Strom stehenden Mikrophonständer und brach bewusstlos zusammen. Danach waren von seiner Gitarre alle Saiten wie Sicherungsdrähte durchgeschmolzen. Später im Krankenhaus meinten die Ärzte, die dicken Gummisohlen seiner Hush-Puppies-Schuhe hätten ihm vermutlich das Leben gerettet.

## Titelliste
Alle Lieder geschrieben von Mick Jagger und Keith Richards, falls nicht anders angegeben.

### Seite 1
1. She Said Yeah (Sonny Bono unter dem Pseudonym Don Christy/Roddy Jackson) – 1:34
Erstmals veröffentlicht am 24. September 1965 auf dem Album Out of Our Heads
2. Talkin’ ‘Bout You (Chuck Berry) – 2:31
Von Chuck Berry unter dem Titel I’m Talking About You im Februar 1961 veröffentlicht, die Fassung der Rolling Stones erschien erstmals auf der britischen Ausgabe von Out of Our Heads
3. You Better Move On (Arthur Alexander) – 2:39
Aufgenommen am 8. August 1963 und erstmals veröffentlicht am 17. Januar 1964 auf der EP The Rolling Stones
4. Look What You’ve Done (McKinley Morganfield) – 2:16
Aufgenommen am 11. Juni 1964 und hier erstmals veröffentlicht
5. The Singer Not the Song – 2:22
Am 25. September 1965 in England als B-Seite der Single Get Off of My Cloud veröffentlicht
6. (Get Your Kicks On) Route 66, live (Bobby Troup) – 2:39
Aufgenommen bei der England-Tournee vom 5. bis zum 18. März 1965 und erstmals im Juni 1965 auf der EP Got Live If You Want It! veröffentlicht

### Seite 2
1. Get Off Of My Cloud – 2:55
Am 25. September 1965 in England und am 22. Oktober 1965 in den USA als Single veröffentlicht
2. I’m Free – 2:23
Am 25. September 1965 in den USA als B-Seite der Single Get Off of My Cloud veröffentlicht
3. As Tears Go By (Mick Jagger/Keith Richards/Andrew Loog Oldham) – 2:45
Geschrieben 1964 für Marianne Faithfull und von dieser im gleichen Jahr als Single herausgebracht (Platz 9 in England). In der am 26. Oktober 1965 aufgenommenen Fassung der Rolling Stones, hier erstmals veröffentlicht und am 18. Dezember 1965 in den USA, wo die Version von Marianne Faithfull weniger bekannt war, als Single ausgekoppelt (Platz 6 der Single-Charts). In England wurde As Tears Go By auf die B-Seite der am 4. Februar 1966 veröffentlichten Single 19th Nervous Breakdown verbannt
4. Gotta Get Away – 2:07
Aufgenommen am 5. und 6. September 1965 und in den USA als B-Seite der Single As Tears Go By am 18. Dezember 1965 veröffentlicht
5. Blue Turns To Grey – 2:29
Im November 1964 von Mick Jagger und Keith Richards ursprünglich für das in Amerika sehr beliebte Musical-Entertainerduo Dick and Dee Dee geschrieben. Im Februar 1966 hatte Cliff Richard mit seiner Version des Liedes einen Nr.-15-Hit in England. In der Fassung der Rolling Stones hier erstmals veröffentlicht
6. I’m Movin’ On, live (Hank Snow) – 2:14
Aufgenommen bei der England-Tournee vom 5. bis zum 18. März 1965 und erstmals im Juni 1965 auf der EP Got Live If You Want It! veröffentlicht

## Gastmusiker
- Jack Nitzsche – Piano, Orgel, Perkussion
- Ian Stewart – Piano, Orgel, Marimbaphon, Perkussion
- J. W. Alexander – Perkussion
- Mike Leander – Streicher-Arrangements bei As Tears Go By